# أيلود جار النهر
أيلود جار النهر (الاسم العلمي:Elodea potamogeton) هو نوع من النباتات يتبع جنس الأيلود من الفصيلة الحب المائية.